# Progetto parallelo
Un progetto parallelo (in inglese side project) indica, in ambito artistico e soprattutto musicale, un progetto al quale partecipano, in maniera più o meno stabile, artisti già noti e spesso famosi.

## Storia
Ci sono svariati esempi di side-project nella musica; molte band incoraggiano i propri membri a prendervi parte, pensando che nuove situazioni creative possano portare nuove idee all'artista non solo all'interno del side-project, ma anche nell'ambiente della band principale. Per esempio il gruppo hip hop Wu-Tang Clan ha pubblicato solo pochi album come gruppo completo, ma ognuno dei nove componenti ha avuto successo con progetti solisti, producendo decine di album.
Altri gruppi, invece, sostengono che ogni membro debba concentrare tutte le proprie energie nella sola band principale. I Metallica appartengono a quest'ultima categoria.
Uno dei più famosi esempi di progetto parallelo è stata l'operazione portata avanti dai Kiss nel 1978, che hanno deciso di pubblicare quattro album solisti contemporaneamente, uno per ogni componente della band.
Da citare anche un album hip hop del 2002 frutto del lavoro di Reginald "Fieldy" Arvizu, bassista dei Korn, e Pakelika dei Kottonmouth Kings. Il ruolo di Pakelika nei Kottonmouth Kings è quello di indossare una strana maschera e ballare sul palco o nei video. Pakelika ha però anche registrato un proprio album hip hop solista, anche se non ha mai detto una parola in nessun brano dei Kottonmouth King.

## Caratteristiche
Il termine "side-project" a volte può essere usato con un certo senso peggiorativo: non è raro che membri di gruppi popolari, specialmente chi non partecipa attivamente al processo creativo della band, prendano parte a progetti paralleli con l'aspettativa che la reputazione della band di provenienza possa portare alla popolarità il side-project anche senza effettivi meriti musicali dello stesso.
Solitamente questi progetti nascono per dare la possibilità agli artisti che ne fanno parte di esprimere un aspetto differente della propria personalità o dei propri interessi musicali qualora non sia loro possibile svilupparli all'interno della propria band ufficiale.
Proprio per la loro natura provvisoria, i side-project non sono generalmente considerati delle vere e proprie band, anche se a volte può capitare che un side-project diventi nel tempo una band vera e propria con una carriera indipendente da quelle dei singoli gruppi di provenienza dei membri.